# مایکل اوجیو
مایکل اوجیو (انگلیسی: Michael Ogio؛ زاده ۷ ژوئیهٔ ۱۹۴۲ – درگذشته ۱۸ فوریهٔ ۲۰۱۷) سیاست‌مدار اهل پاپوآ گینه نو بود. وی از ۲۰ دسامبر ۲۰۱۰ تا ۱۸ فوریه ۲۰۱۷ فرماندار کل پاپوآ گینه نو بود.
مایکل اوجیو در ۱۸ فوریه ۲۰۱۷، در سن ۷۴ سالگی در پورت مورزبی درگذشت.